# جمعية النيجر الوطنية
جمعية النيجر الوطنية (بالإنجليزية: National Assembly)‏ هي الهيئة التشريعية الاولى  في النيجر، وتتكون من 171 مقعداً. و يجوز لها اقتراح القوانين